# تاليس إلينيا سبيس
تاليس إلينيا سبيس (بالفرنسية: Thales Alenia Space) أو مركز كان ماندليو الفضائي هي مؤسسة فرنسية متخصصة في صناعة الأقمار الصناعية ومعدات الاتصالات والفضاء. تأسست سنة 1929، وبدأت عملها في مجال الطيران، لكنها توسعت بعد الحرب العالمية الثانية لتشمل مجالات عمل أخرى أهمها الاتصالات وأنظمة الدفاع والفضاء. وفي الحقيقة لم تحمل المؤسسة الاسم الحالي تاليس إلا بعد الخامس من سبتمبر 2000 بعد خصخصة وتقسيم الشركة الأم تومسون سي اس اف.
تتواجد تاليس إلينيا سبيس في خمسين دولة وتشغل أكثر من 68 ألف عامل عبر العالم. أما عملها فيشمل المجالين العسكري والمدني، كصناعة الأنظمة الدفاعية والأمنية، وأجهزة الاتصالات والأقمار الصناعة ومعدات الملاحة الجوية والطيران وغيرها.
شركة تاليس هي الشريك الأساسي والجهة المصنعة للاقمار الصناعية العربية عربسات والمصرية نايل سات.